# بن زنجباري
بن زنجباري (الاسم العلمي:Coffea zanguebariae) هو نوع من النباتات يتبع جنس البن من الفصيلة الفوية. سمي هذا النوع نسبةً إلى منطقة زنجبار في تانزانيا.